# Håkan Enquist
Pär Håkan Enquist, född 22 maj 1960 i Västerås församling i Västmanlands län, är en svensk systemvetare.

## Biografi
Håkan Enquist avlade filosofie kandidat-examen i systemvetenskap vid Göteborgs universitet 1985, varpå han samma år anställdes vid Telub AB. Från 1989 var han forskare och gästlärare vid Göteborgs universitet, där han avlade filosofie licentiat-examen i informatik 1999 med avhandlingen IT-management för komplexa ledningssystem. Han arbetade med Specialist Information Management vid Saab AB 1998–2012 och är sedan 2012 företagare. Enquist är också (2021) doktorand vid Avdelningen för informatik i Institutionen för tillämpad IT vid Göteborgs universitet.
Håkan Enquist invaldes 2002 som ledamot av Kungliga Krigsvetenskapsakademien.